# 臺灣人
臺灣人，是指在臺灣由多個移民族群與原住民族群所構成的族群，其包含最先定居的臺灣原住民、於17世紀左右遷徙的漢族的閩南裔移民與客家裔移民、於1945年以後遷徙的外省裔移民，以及於不同年代遷徙的新住民。其中，目前以漢族閩南裔的人數為最多，約占七成。於17世紀前葉，葡萄牙、西班牙、荷蘭等歐洲的海權國家，是以「福爾摩沙」一詞稱呼臺灣島，而居住在島上的人民，即被歐洲人稱呼為「福爾摩沙人」。該稱呼，原是指臺灣原住民，後來即伴隨移民族群的加入與在地化的認同，而成為臺灣人的自稱，其並且在戰後時期以前，為國際社會所統稱。

## 定義
臺灣人的英文名稱為。從臺灣歷史的觀點來看，「臺灣人」這個詞彙，在不同的歷史時空以及不同的語言情境脈絡下，其實有不一樣的意涵。界定一個人是否為台灣人需要考慮的因素，除了以上因素以外，亦有人認為還有其本人和其他人（主要是親人，或與之關係密切的人）的認同（價值觀因素）也非常重要，甚至在臺灣閩南人的口語稱謂中，部分習慣以「臺灣人」稱謂自己，對其它同住台灣族群則稱「客人」、「原住民」、「外省人」。根據研究，至少可以指出「臺灣人」這個語彙的四種不同的指涉。
1. 「臺灣人」（台羅：Tâi-uân-lâng），是「臺灣閩南人」（河洛人）。不過，輔仁大學歷史系教授尹章義認為客家人與閩南人幾乎是同時抵達臺灣，甚至於可能更早，但因渡臺禁令而一度無法大規模來台[12]，臺灣因此漸漸地演變成為以閩南人為主體的社會。[13]在史學家連橫的文章〈臺語整理之頭緒〉中提及：等語句，說明日治中期閩南裔族群即有以「臺灣人」自稱的使用方式，從文中亦可見諸當時的臺灣人即已自稱使用「臺語」。
2. 「臺灣人」的第二個用法，是與「外省人」或「大陸人」對照使用，指的是「土生土長的臺灣人」（native Taiwanese），即一般所謂的「本省人」。在這個定義下，除了上述第一種用法的「河洛人」以外，所謂台灣四大族群當中的「客家人」和「原住民」，也都被包括在「臺灣人」這個語彙裡面（施正鋒1997，81）。[來源請求]
3. 「臺灣人」的第三種用法，則是等同於「臺灣的居民」（resident Taiwanese），也就包括了所謂臺灣四大族群當中的每一個族群，這是隨著臺灣民主化運動以及本土化運動，所形成的共同體認同。這個用法為大多數的臺灣人民所認可接受。造成這個新定義的可能原因有：第一，「本省人」和「外省人」之間的摩擦，在經過長久的通婚、共事以後日漸縮小。第二，「外省人第二代」、「第三代」，基本上也都是在臺灣出生成長，而客觀上缺乏了對中國的經歷，對臺灣的認同要高於他們的上一代。最後，這也和國際政治的變遷和政治制度的革新有關。因此，即使是第一、二代外省人到中國共產黨治理的中國，也是持「台胞證」被視為「臺灣人」，影響了外省人對中華人民共和國與中國的認同。
4. 值得注意的是，國際上所定義的「臺灣」不僅代表臺灣本島，而是指中華民國自由地區，指臺灣本島、澎湖群島、小琉球、蘭嶼以及綠島，甚至於包含自古屬於福建的金門群島、烏坵列醄、馬祖列島等自稱「台灣金門」等，於是生長或長期居住於這些島嶼上的人民就稱為「台灣人民」。

不管甚麼角度來看，在臺灣，反對第三種「臺灣人」（「臺灣的住民」）的定義的人很少，儘管很多年紀比較大的人，依舊無法改變照自身語言對「臺灣人」這個語彙的定義。因此，從今天看來，「臺灣人」這個語彙，包括了臺灣所有的住民，已不限於前兩個相對狹隘的定義。
- 居住或出生在台灣本島及其離島、澎湖群島的各民族或族群。
- 根據《臺灣關係法》[14]，美國政府基於國際法將台灣以及澎湖等島上出生之居民視為「台灣人民－the people on Taiwan」，而於金門以及馬祖出生之居民並不包括在內。
- 中華民國國民。持有中華民國國籍者，並不一定專指台灣本島及其離島、澎湖群島人，亦包含金馬地區及所有統治效力所及的中華民國國民。
- 少數除台灣以外的中華民國有效管治區域（金門、馬祖）人民對於台灣本島及離島、澎湖群島人的稱呼。
- 1949年前後，滯留或居住於海外及中國大陸的台灣人及其後裔，不一定持有中華民國國籍，僅籍贯為台灣，但本人不一定出生或居住在台灣。在海外一般通稱華人、华裔，本土意識較重的會自稱為“臺裔”。

### 原住民

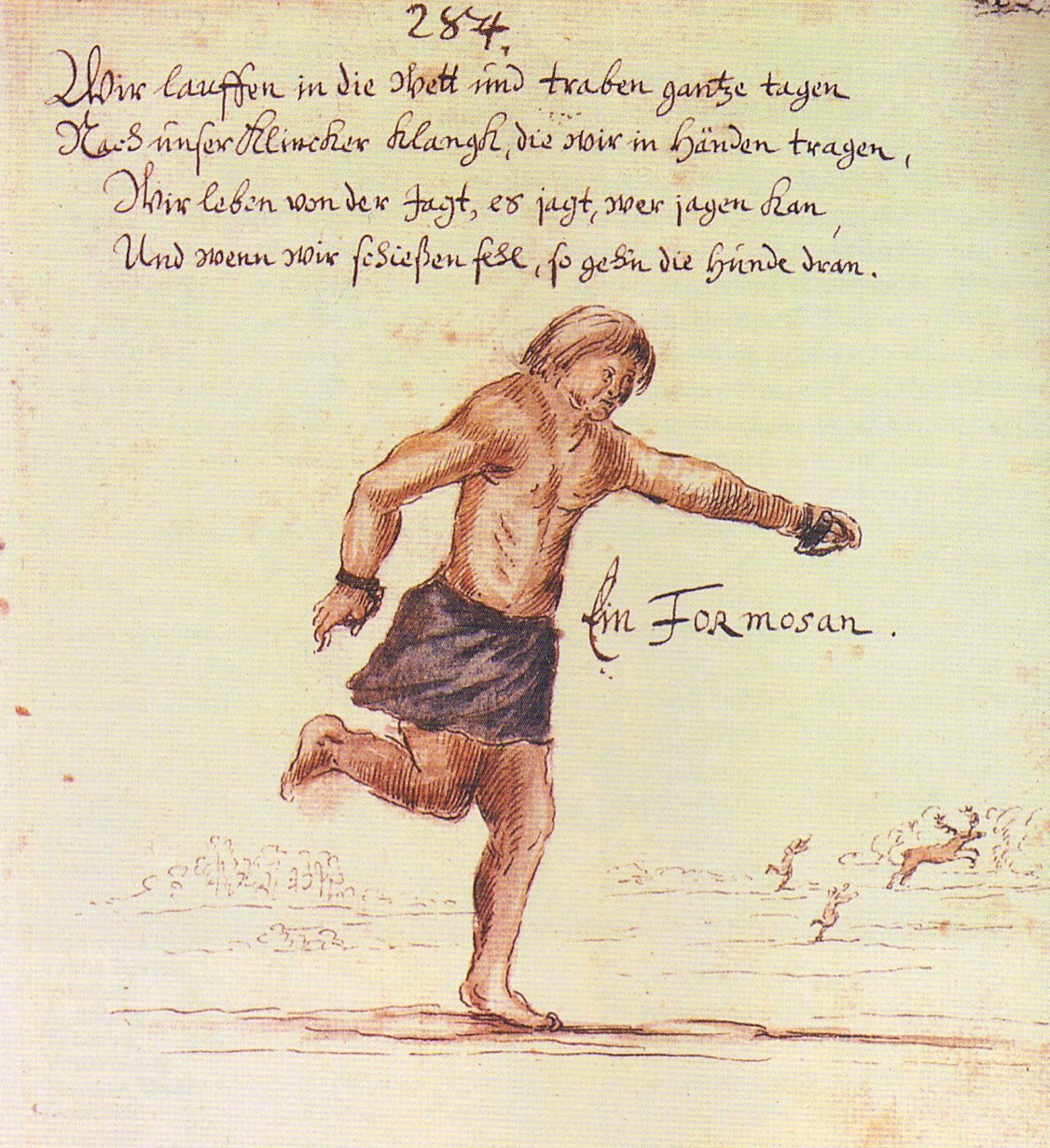
十七世紀卡斯帕‧ 司馬卡登所繪臺灣原住民，加註「福爾摩沙人」（Ein formosan）

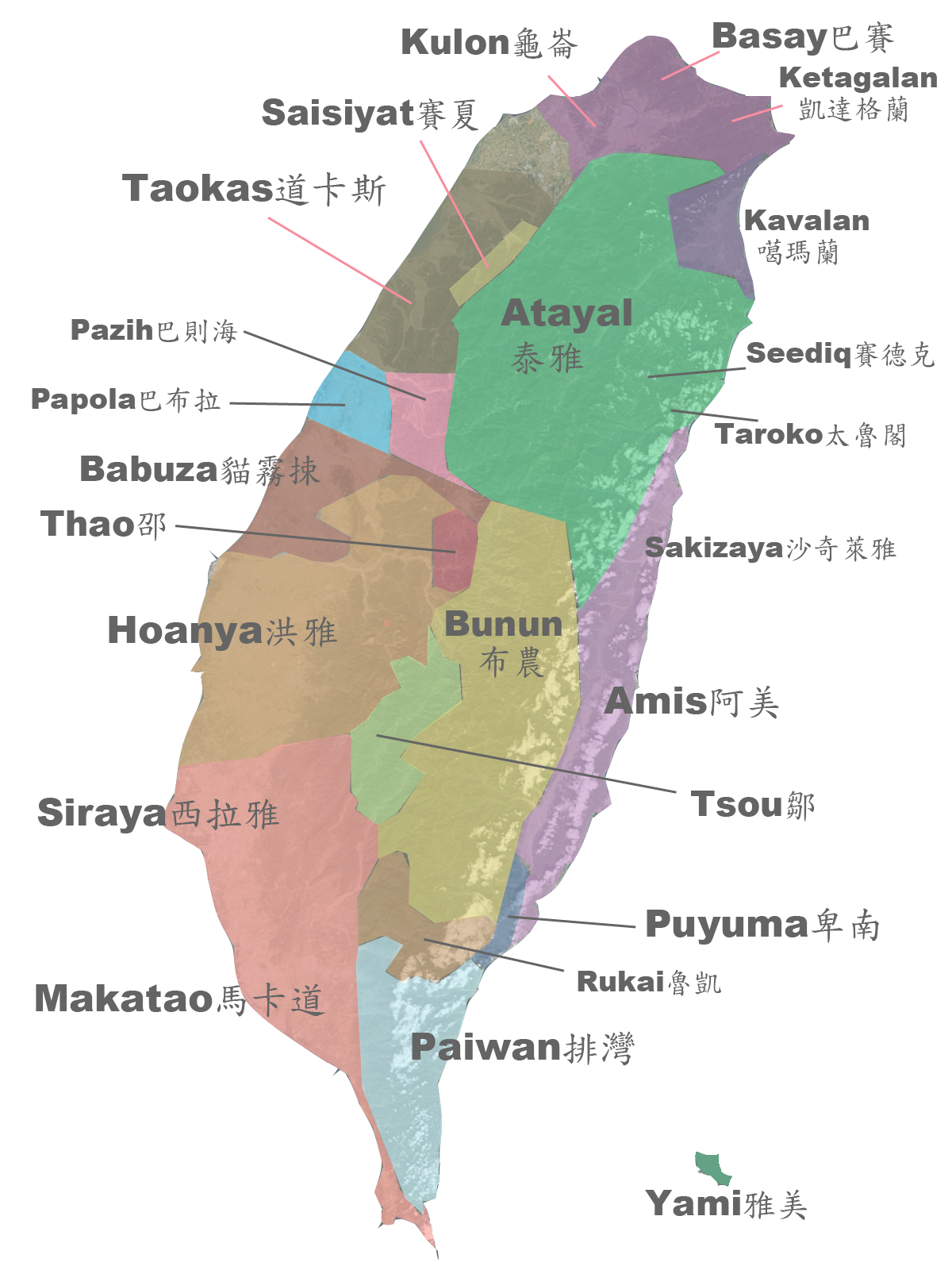
台湾原住民族往昔分布圖

### 新住民
近年有大量台灣人與來自中國大陸、東南亞（如：越南、印尼、泰國、菲律賓等籍）等地之外籍配偶通婚現象，形成一批新的移民潮。藉由如此多數的外籍配偶入籍中華民國，而成為「新住民」族群，也在口語上將其子女稱之為「新住民第二代」。此外，非通婚原因以外移民至台灣者，在取得中華民國國籍後也一樣同屬新住民，成為台灣人。

## 人口
1992年廢除省籍登記前的1990年台灣人口普查顯示，台灣原住民占1.7%，台灣漢族占98.3%（閩南人73.3%、外省人13.0%、客家人12.0%）。
根據內政部統計處2002年的一項調查研究假說：臺灣閩南人76.9%、客家人10.9%、外省人10.0%、原住民1.4%以及不確定0.8%。
客家委員會2010年至2011年的全國客家人口基礎資料調查研究：「客家人」占13.6%。
根據內政部統計處於2017年10月統計，臺灣原住民族人口數為55萬8494人（佔台灣人口總數的2.37%）。
對於人口數量多寡的敘述所在多有，除了中華民國國語（現代標準漢語）以外，臺語（閩南語臺灣話）也是臺灣的優勢母語，根據2008年的《中華民國年鑑》，臺灣大概有73%的人會使用臺語。

## 國族認同

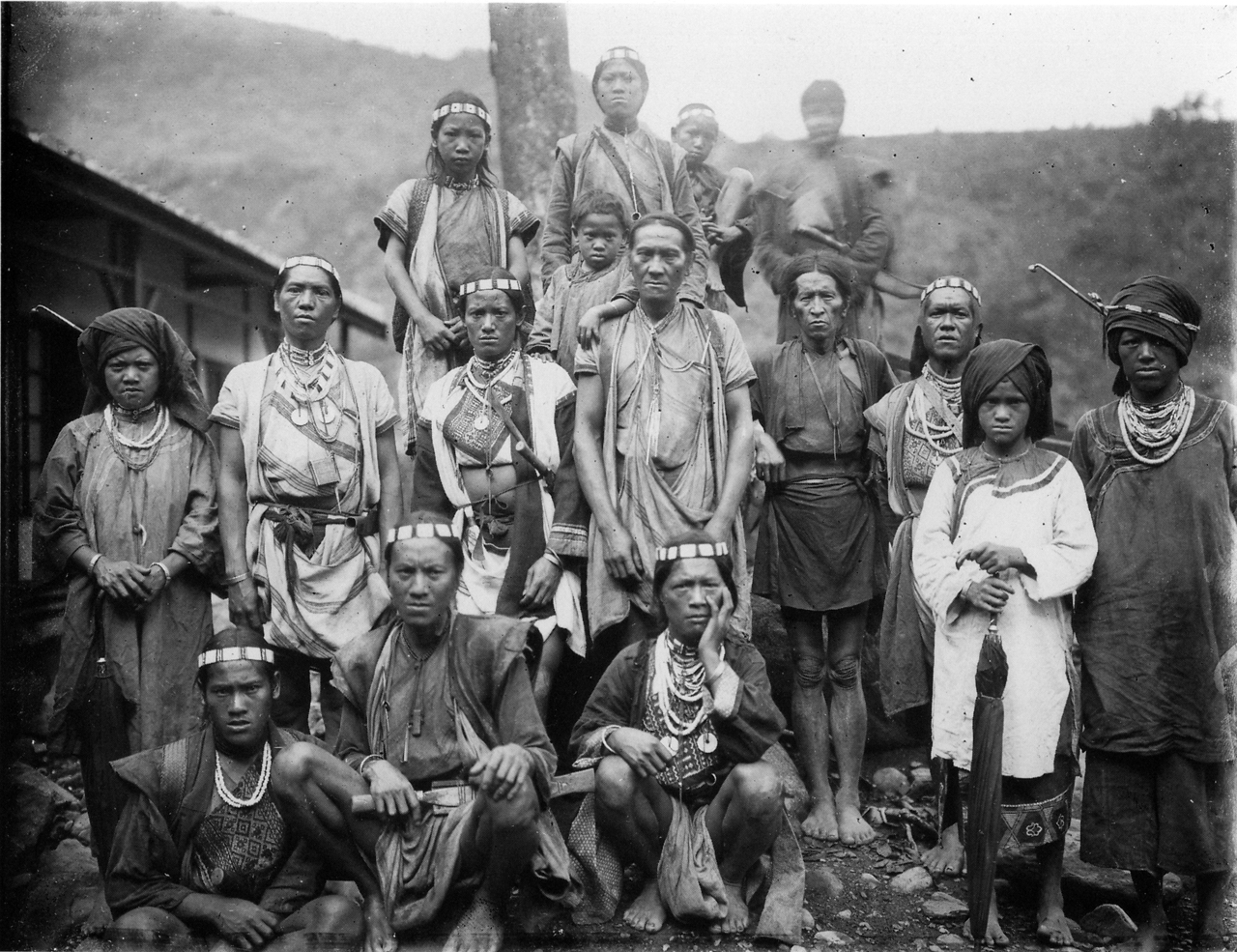
約1900年代的台灣原住民族家族

- 2020年2月因新型冠狀肺炎疫情關係影響調查結果顯示，83.2%民眾認為自己是台灣人，6.7%認為自己是台灣人也是中國人，5.3%認為自己是中國人，4.8%沒意見或拒答。[20]
- 2018年12月國立政治大學選舉研究中心關於身分認同趨勢的長期民調，認為自己是臺灣人而不是中國人者有54.4%，是臺灣人也是中國人的有38.2%，是中國人而非臺灣人者有3.6%，無意見的有3.7%。[21]
- 2016年聯合報民調顯示，自認是台灣人的比率由20年前的44%大幅成長到最近的73%，創該報歷次民意調查的新高。認為自己是中國人的比率，則由20年前的31%，下降至這次調查的11%，是歷次調查新低。這次民意調查也有10%的人認為，自己既是臺灣人也是中國人的雙重認同，台中默契咖啡老闆陳致豪接受美國之音訪問表示與中華人民共和國對台灣的施壓以及看到香港一國兩制失敗有關。[22]

- 2014年9月，臺灣最大的BBS論壇批踢踢八卦板第二屆「我是台灣人，還是中國人？」的投票民調，「我是臺灣人，不是中國人」這選項得到了10987票，囊括95.61%的選票公意。[24]
- 2013年10月，TVBS民調中心所做的一份調查中，若台灣人、中國人二選一，高達78％民眾自認是臺灣人，只有13％認為是中國人。若可選擇既是臺灣人也是中國人，55％民眾表示是臺灣人，38％認為兩者皆是，只有3％自認是中國人。[25]
- 2021年8月10日台灣制憲基金會所做的一份調查中，若台灣人、中國人二選一，高達89.9%民眾認為自己是台灣人，只有4.6%自認是中國人。若可選擇既是臺灣人也是中國人，67.9%民眾表示是臺灣人，27.8%認為兩者皆是，只有1.8%自認是中國人。[26]
- 對於臺灣人的身分認同議題，中華人民共和國華東師範大學許紀霖教授有篇分析：「亞細亞的孤兒：四代台灣人的認同迷惘」[27]

## 血緣上的爭議

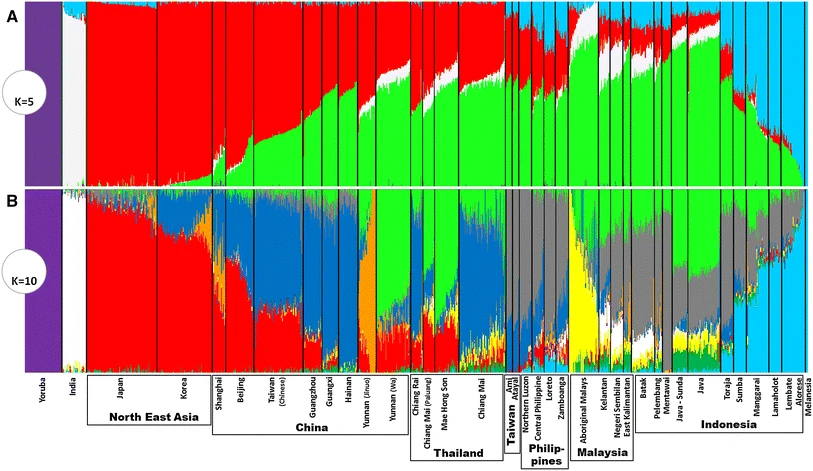
一篇2016年西方學者發表的論文，發表的常染色體分析圖，顯示出台灣漢人的常染色體(所有父系母系基因)，介於中國北京人與中國廣東人之間，與台灣原住民(Ami 和 Atayal)差異明顯。

台灣民諺「有唐山公無唐山媽」，意指父系母系血統構成。現今臺灣住民以漢人為最大族群，約占總人口97%，其他2%為16族的臺灣原住民族，另外1%包括來自中國大陸的少數民族、大陸港澳配偶及外籍配偶。有關平埔族群的人口統計，最早見於荷蘭時代的戶口調查表，當時的總數大約在4-6萬之間。隨著漢人移居，台灣的人口開始鉅變，移臺漢人在清朝嘉慶年間丁口已近2百萬，平埔族群僅有數萬人，與漢人人數上是兩極的對恃。
陳耀昌在2015年出版研究台灣人基因的《島嶼DNA》一書，指出如從胃幽門桿菌顯示高山原住民為南島語族祖先；高於一般亞洲人及傳統漢人的僵直性脊椎炎基因，為源自荷蘭的西北歐血統；而比例不低的鼻咽癌則來自中國大陸東南沿海的百越祖先。
南方蒙古人種的族群，在人類Y染色體DNA單倍型類群上，主要屬於O1a及O1b兩個單倍型類，有別於北方蒙古人種(如漢人與藏族)的O2單倍型類。另外，根據蔡麗琴等遺傳因子專家在一份2001年發表的論文(Tsai 2001)中，對台灣漢人人口的Y染色體的研究，台灣漢人人口的人類Y染色體DNA單倍型類群組成比例為，Y染色體DNA單倍型類群 O1a 22.4%，O1b 8.5%，O2 58.2% (對比於中國大陸漢人的y染色體DNA單倍型類群的比例為 O1a 9.6%, O1b 16.3%, O2 55.4% (Karafet 2005)，及台灣原住民Y染色體DNA單倍型類群的比例為 O1a 66‧3%, O1b 10‧6%, O2 11% (Capelli 2001)。而廣東省梅縣的漢人的Y染色體DNA單倍型類群的比例則為 O1a 20.0%, O1b 14.3%, O2 51.4% (Xue 2006)。

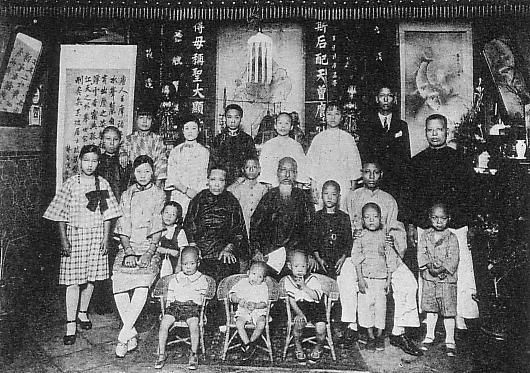
約1930年代的台灣漢族家族

在漢人與平埔族通婚的情況方面，歷史學者周婉窈指出：「原住民人口向來不多，清國統治末期頂多十六、七萬，而漢人已達二百八十萬，從人口結構來說，娶到『平埔某』的漢人占人口比例應不高。」葉高華藉由歷年人口動態統計與8個平埔村落（涵蓋噶瑪蘭、道卡斯、巴宰、西拉雅、馬卡道等族）的戶口檔案，分析1905-1945年間的通婚率。從全島層次來看，只有極低比率的漢人與平埔原住民通婚：福佬人不到0.5%、客家人不到1%；平埔原住民則有三分之一左右與漢人通婚。從村落層次來看，各地通婚率差異很大，但仍有一定規律可循。在地方上相對人口規模愈小的群體，通常愈能接受通婚。換言之，只有那些在平埔村落中成為少數群體的漢人鄰居們較常與平埔原住民通婚。一旦出了平埔村落，就不是那麼一回事。
沈建德和林媽利等人曾發表研究主張當前台灣人大部分是平埔族及高山族的後代，陳叔倬和段洪坤等一處學者指出其歸類方式嚴重有誤，以嚴謹的基因歸類台灣漢族實與原住民顯然是不同族裔。

## 文化
由於臺灣地理位置之特殊性，且由多族群組成而成，以及不同時代背景所產生的多元面向。

原住民族相信萬物有靈，通常由巫師負責和神靈溝通。其中祖靈被認為最能影響族人的吉凶禍福，原住民平埔族常相信祖靈居住在山上，會保護族人的農作物或者漁獵收穫豐盛，因此最受敬畏。以西拉雅族為例，他們崇拜祖靈的場所，稱為「公廨」。該族的「祀壺信仰」，就是將裝有清水的壺、罐置於公廨裡，象徵祖靈的存在。其實原住民各族都有自己獨特的祭典，例如：布農族的「射耳祭」（以箭射獸耳禱求獵穫豐收）與「小米祭」；賽夏族每二年舉辦一次「矮靈祭」；達悟族的「飛魚祭」；排灣族人每五年舉辦一次「五年祭」，每年舉行「豐年祭」；阿美族的「豐年祭」與「海祭」。此外，卑南族重要的祭儀有「海祭」、男性的「猴祭」及女性的「鋤草祭」等。拉阿魯哇族相信祖靈依附在收藏的貝珠中，因而有「貝神祭」；鄒族則有「戰祭」、「收穫祭」。
多數臺灣漢人的「正三大節」為廿九暝（新正）、掃墓節（清明節或是小清明）與七月半，「節令三大節」為五日節、中秋節與重陽節，是臺灣的三大節慶，與華人三大節日略有小異。而每逢元宵節、清明節、七夕、中元節、重陽節、冬至、尾牙、送神日等傳統節日，在臺灣民間也有慶祝之禮俗。此外，尚有多項深具臺灣特色的民俗慶典，如媽祖遶境、鹽水蜂炮、東港迎王、頭城搶孤等。

## 宗教信仰
依照中華民國憲法，中華民國不設國教，臺灣人民擁有宗教自由，其人民也接受不同的信仰之精神寄託，除了部分無神論或不可知論者外，大多數臺灣人有宗教信仰，或者尊信儒教文化、祖先崇拜。
根據2005年美國中央情報局（CIA）的調查，臺灣人口中，單一認定，佛教佔35.3%、道教佔33.2%、民間信仰（包含儒教）佔約10%、基督宗教佔3.9%，無信仰或拒答佔18.2%。

## 海外移民統計
臺灣人自1950年代開始較大規模的移民。早期的臺灣移民大多數去了美國。自1980年代開始，到1990年代達到高峰，加拿大也成為了一個熱門移民國家。
大多數臺灣移民集中在美國和加拿大的西岸。而美、加東岸、澳大利亞、紐西蘭和日本也有一定規模的臺灣人社區。
| 都會區             | 國家   | 臺灣出生人口 | 總人口     | 比率  |
| ------------------ | ------ | ------------ | ---------- | ----- |
| 洛杉磯             | 美国   | 87,187       | 13,131,431 | 0.66% |
| 紐約               | 美国   | 42,821       | 19,949,502 | 0.21% |
| 溫哥華             | 加拿大 | 42,050       | 2,280,700  | 1.84% |
| 舊金山             | 美国   | 27,499       | 4,516,276  | 0.61% |
| 聖荷西             | 美国   | 27,458       | 1,919,641  | 1.43% |
| 多倫多             | 加拿大 | 15,470       | 5,521,235  | 0.28% |
| 華盛頓哥倫比亞特區 | 美国   | 12,770       | 5,949,859  | 0.21% |
| 休士頓             | 美国   | 11,208       | 6,313,158  | 0.18% |
| 西雅圖             | 美国   | 10,868       | 3,610,105  | 0.30% |
| 東京都             | 日本   | 9,685        | 9,128,090  | 0.10% |
| 布里斯本           |        | 9,193        | 2,065,993  | 0.44% |
| 達拉斯             | 美国   | 9,141        | 6,810,913  | 0.13% |
| 愛伊               | 美国   | 8,438        | 4,224,851  | 0.20% |
| 芝加哥             | 美国   | 8,331        | 9,537,289  | 0.09% |
| 雪梨               |        | 8,181        | 4,391,636  | 0.19% |
| 聖地牙哥           | 美国   | 7,314        | 3,211,252  | 0.23% |
| 波士頓             | 美国   | 6,873        | 4,684,299  | 0.15% |
| 奧克蘭             | 新西兰 | 6,339        | 1,415,550  | 0.45% |
| 亞特蘭大           | 美国   | 5,529        | 5,522,942  | 0.10% |
| 墨爾本             |        | 5,340        | 3,999,950  | 0.13% |
| 費城               | 美国   | 4,315        | 6,034,678  | 0.07% |
| 沙加緬度           | 美国   | 3,919        | 2,215,770  | 0.18% |
| 倫敦               | 英国   | 3,858        | 8,173,941  | 0.05% |
| 拉斯維加斯         | 美国   | 3,742        | 2,027,868  | 0.19% |

## 外部連結
- 美國在台協會 - 台灣關係法（中文版）
- 美國在台協會 - 台灣關係法 （页面存档备份，存于）（英文版）